# 佐藤和哉 (ヨーロッパ文学者)
佐藤 和哉（さとう かずや、1965年 - ）はイギリス文化研究者。日本女子大学教授。東京大学教養学部助手、東京外国語大学専任講師を経て現職。研究領域は、イングランドの民衆文芸、ナーサリー・ライムズ（「マザー・グース」と呼ばれる英米の伝承童謡）、児童図書・児童文学の成立過程、民衆＝大衆文化研究、読書の文化史、英文学とイギリス史の関係性、日本と世界における『ロビンソン・クルーソー』の受容、イギリス児童文学の「読みかた」、大学における英語教育と文学。
［著書］
2004年５月 「行商本と絵本の世界」（三神和子・川端康雄（編）『絵本が語りかけるもの―ピーターラビットは時空を超えて』（松柏社）所収、pp.41−61）
2004年５月 「一八世紀ヨークにおける印刷出版業者の人間関係―トマス・ジェントを中心に―」（森村敏己・山根徹也（編）『集いのかたち―歴史における人間関係』（柏書房）所収、pp.109−128）
2006年６月 「アディスンのバラッド論―「国民文化」への指向―」（出渕敬子（編）『読書する女たち』（彩流社）所収、pp.41-53）
2011年4月「共感の行方」（見市雅俊（編）『近代イギリスを読むー文学の語りと歴史の語り』（法政大学出版局）所収、pp. 71-112）
2021年12月 Chapter 12“I Must Endure Courageously and Manfully”— Robinson Crusoe Translated by Minami Yōichirō and Its Influence on Later Translations in Post-war Japan, （Steven Clark and Yukari Yoshihara ed. Robinson Crusoe in Asia (Palgrave Macmillan) pp. 239-260.）
2022年2月『〈読む〉という冒険』（岩波書店）
2023年10月『物語、英語で読んでみない？』（岩波書店）

## 経歴
福岡県立修猷館高等学校を経て、東京大学教養学部教養学科卒業。同大大学院総合文化研究科地域文化研究専攻修士課程修了（学術修士）後、同博士課程を中退し、オックスフォード大学近現代史学部・研究科修士課程修了（社会経済史修士）。
2006年、「小人をめぐる大げさな『物語』―近世イングランドの民衆文芸に関する一考察―」（『比較文化研究』No. 72）にて、日本比較文化学会奨励賞を受賞。